# Navajo Times

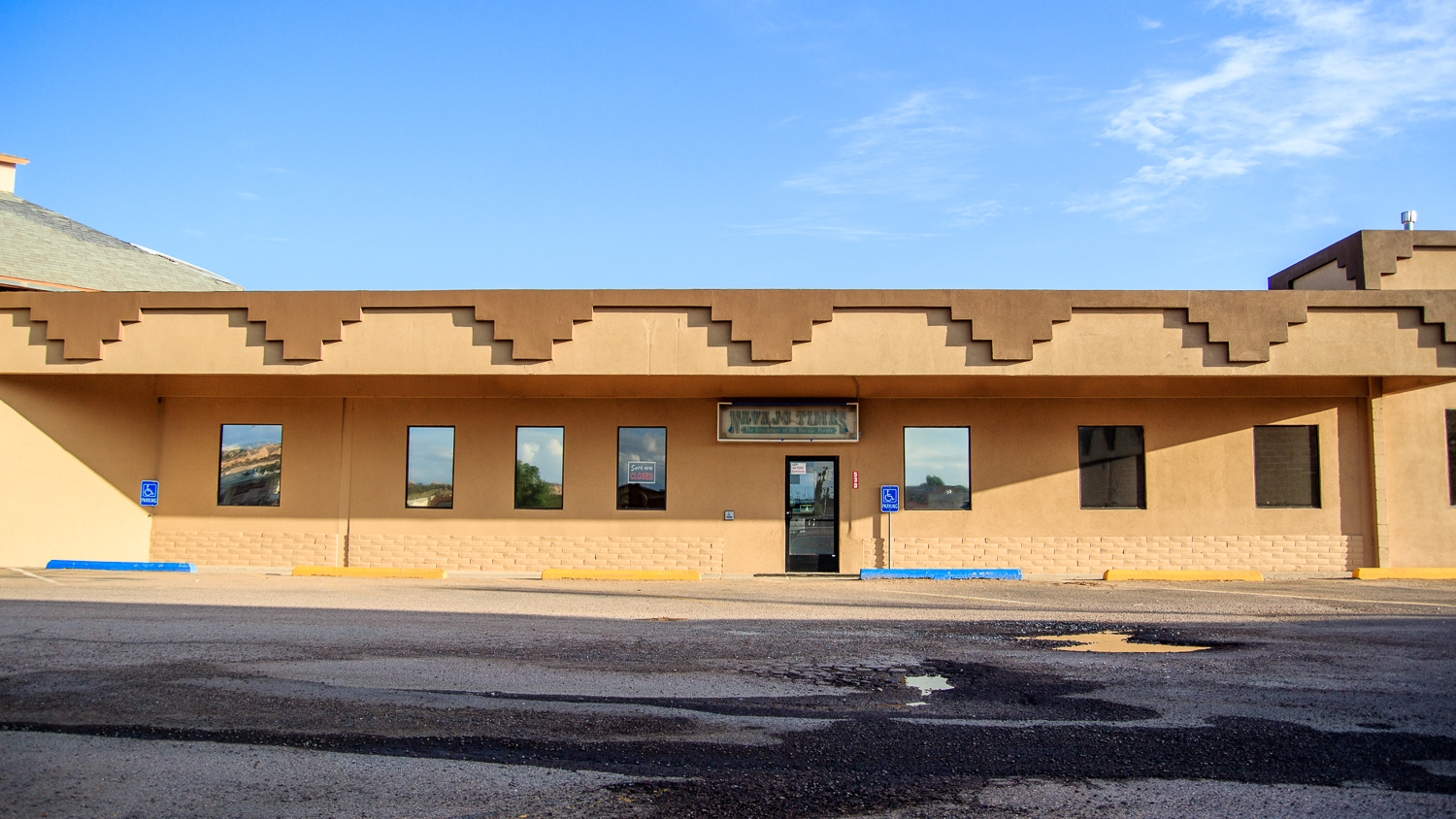
Seu central del diari a Window Rock (Arizona).

El Navajo Times, conegut fins a començaments dels anys 1980 com a Navajo Times Today, és un periòdic creat pel Consell Tribal Navajo en 1959; en 1982 va ser el primer diari de propietat i publicat per una nació ameríndia. Ara financerament independent, es publica en anglès; la seva seu es troba a Window Rock, Arizona.
Durant l'últim mig segle, el seu equip editorial ha enfrontat contínuament desafiaments per al control editorial dels líders polítics i opositors. El 1987, el govern tribal va tancar la publicació i va acomiadar tot el seu personal. Sota el lideratge de Tom Arviso, Jr com a redactor des de 1988, i editor des de 1993, el diari ha treballat per mantenir i promoure la llibertat de premsa.
El 2004 el diari va establir la independència financera del Consell Tribal. És publicat pel Navajo Times Publishing Company; Arviso és CEO. El diari està explorant l'increment de l'ús de la llengua navajo en les seves publicacions, incloent online. L'editor en cap actual és Candace Begody.

## Història
El primer número es va publicar el 4 d'agost de 1960, i es va vendre per 10 centaus cada un, i el lema del diari era "Voice of Scenic Navajoland." A diferència del seu predecessor Ádahooníłígíí de la dècada de 1940, el Times es publica en anglès i en rares ocasions només s'inserta algun escrit en navaho.
Originalment creat com u butlletí mensual i portaveu del Consell Tribal, el diari s'havia convertit en una publicació setmanal de la dècada de 1960. A diferència de la majoria dels altres diaris sota el control dels governs amerindis dels Estats Units, el seu personal editorial afirmava cada vegada més el seu dret a la llibertat de premsa, garantida a la quarta esmena de la Declaració de Drets de la Nació Navajo.
A finals de 1970, el diari va tenir els seus primers enfrontaments amb el llavors president tribal Peter MacDonald, qui va acomiadar i recontractar al seu gerent general diverses ocasions en relació amb els editorials de la publicació crítics amb el govern tribal. En 1982 el seu format va canviar a la d'un diari i la seva circulació va augmentar de 4000 a 8000, i l'editor Marc Trahant va canviar el seu nom pel de Navajo Times Today.. Va ser el primer diari publicat per una nació ameríndia dels Estats Units. Durant la dècada de 1980, el seu personal editorial va gaudir d'un període de llibertat periodística. Els seus reporters sovint criticaven al govern navajo en la seva cobertura.

### Tancament i reobertura
Després de les eleccions de 1987 el diari, encara sota el finançament de la Nació Navajo, va ser tancat pel president Peter MacDonald. El consell editorial del diari havia ratificat l'oponent de MacDonald, Peterson Zah, durant la campanya i seguia criticant al govern en les seves editorials. El govern va acomiadar tot el personal. MacDonald va afirmar que el tancament es va deure al paper de la pèrdua de diners i per tenir un financerament inestable. Quan el govern va reprendre la publicació del periòdic, quatre mesos després, el Navajo Times retorna com un setmanari.
Sota el lideratge de Tom Arviso, Jr., qui n'esdevingué redactor en 1988, aconseguí independència financera del govern tribal el 2004. En 1993 Arviso esdevingué editor, i ara és el CEO del Navajo Times Publishing Company. Arviso ha estat reconegut per les seves contribucions al periodisme: 
- 1997, fou guardonat amb la Native American Journalists Association (NAJA)'s Wassaja Award per "l'extraordinari servei al periodisme natiu"[7]
- 1998, Premi de la Llibertat d'Informació per l'Associació de Premsa d'Arizona[7]
- 2000-2001, la primera i fins ara únic amerindi de pura sang en guanyar un John S. Knight Fellowship a ls Universitat Stanford[7]
- 2009, va rebre el Premi John Peter and Anna Catherine Zenger, donat per l'Escola de Periodisme de la Universitat d'Arizona i la Fundació de Periòdics d'Arizona, per la seva promoció de la llibertat de premsa al Navajo Times i altres diaris amerindis.[8]